# Pensacolops rubrovittata
Pensacolops rubrovittata là một loài nhện trong họ Salticidae.
Loài này thuộc chi Pensacolops. Pensacolops rubrovittata được Bauab miêu tả năm 1983.